# União de Minas
União de Minas é um município brasileiro do estado de Minas Gerais. Sua população, recenseada em 2022 era de 3 828 habitantes.